# Manucho Diniz
Osvaldo Paulo João Diniz, noto come Manucho Diniz (4 aprile 1986), è un calciatore angolano, centrocampista del Primeiro de Agosto e della Nazionale angolana.

## Carriera

### Club
Ha esordito tra i professionisti con il Primero de Agosto nel 2010.

### Nazionale
Con la Nazionale angolana ha preso parte alla Coppa d'Africa 2013.

## Palmarès

### Club

#### Competizioni nazionali
- Girabola: 4

Primeiro de Agosto: 2016, 2017, 2018, 2019
- Coppa d'Angola: 1

Primeiro de Agosto: 2018
- Supercoppa di Angola: 3

Primeiro de Agosto: 2010, 2017, 2019